# Водородные бактерии
Водородные бактерии — автотрофные аэробные и анаэробные бактерии, получающие энергию для роста путём окисления молекулярного водорода (H2) и способные использовать углекислый газ (CO2) в качестве единственного источника органического углерода.
К водородным бактериям не относят облигатно гетеротрофных бактерий и некоторых автотрофных бактерий (ацетогенов и карбоксидобактерий), несмотря на их способность использовать водород в качестве донора электронов.

## История изучения
Впервые водородные бактерии были описаны в 1906 году Алексеем Федоровичем Лебедевым (1882—1936) и Херманном Казерером (1877—1955), а в 1909 году Сигурд Орла-Йенсен (1870—1949) выделил их в самостоятельный род Hydrogenomonas (впоследствии род был расформирован и упразднён).

## Экология
Водородные бактерии широко распространены в почве, где они окисляют водород, постоянно образующийся при анаэробном разложении микроорганизмами различных органических остатков. Также они выступают в качестве продуцентов в континентальных и морских гидротермальных сообществах.
Отдельные виды ассоциированы с цианобактериальными матами или существуют как симбионты инфузорий и погонофор.

## Метаболизм
У большинства водородных бактерий окисление протекает с участием кислорода:
H2 + ½O2 → H2O
Реже окисление водорода осуществляют автотрофы, использующие в качестве терминального акцептора электронов другие вещества, например, сульфат (SO42-).
Автотрофия водородных бактерий проходит в форме ассимиляции углекислого газа, которая может осуществляться через восстановительный пентозофосфатный цикл (цикл Кальвина) или восстановительный цикл трикарбоновых кислот (цикл Арнона).

## Представители
Известно свыше 20 родов водородных бактерий, в том числе следующие виды:
- тип Actinobacteria
  - Pseudonocardia autotrophica[англ.]
- тип Aquificae
  - Aquifex pyrophilus[англ.]
  - Calderobacterium hydrogenophilum
  - Hydrogenobacter thermophilus[англ.]
  - Hydrogenovibrio marinus
- тип Firmicutes
  - Kyrpidia tusciae[англ.]
- тип Proteobacteria
  - Acidithiobacillus ferrooxidans
  - Alcaligenes eutrophus
  - Cupriavidus metallidurans
  - Desulfurobacterium thermolithotrophicum
  - Paracoccus denitrificans[англ.]